# Plankton

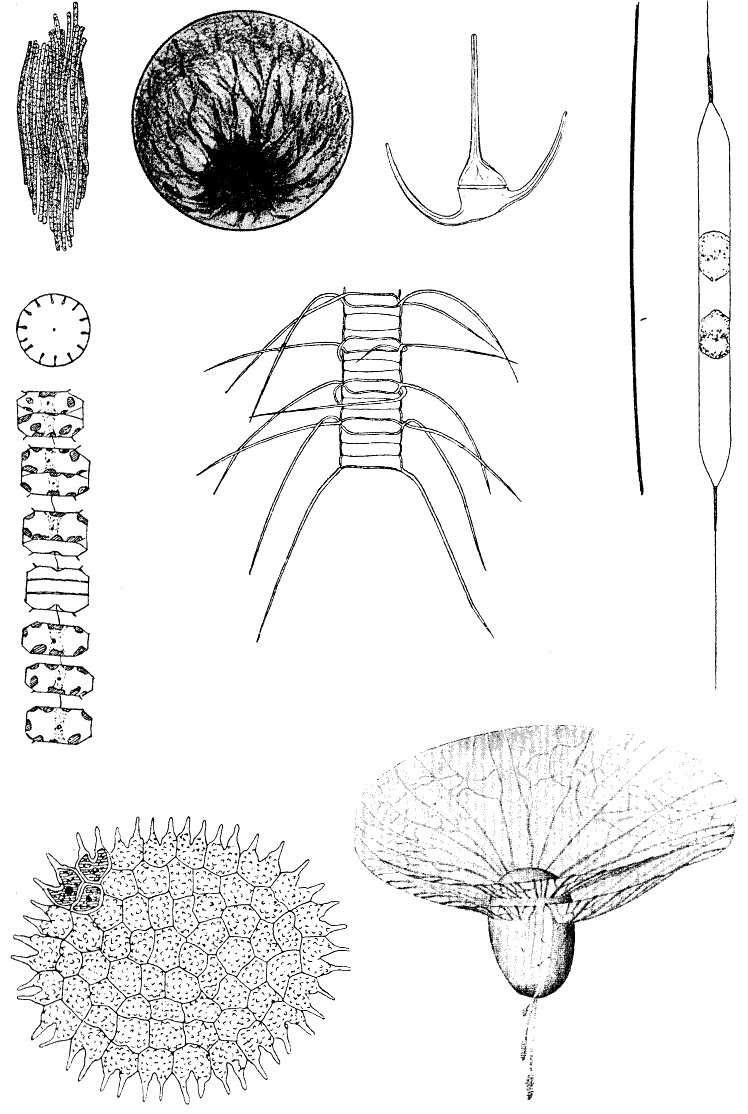
Zástupci planktonu

Plankton je soubor mikroskopických organismů pasivně se vznášejících v prostředí. Pohybují se díky vodním proudům a turbulencím, ale někteří živočichové se po ukončení planktonické etapy mohou pohybovat vlastními silami, např. medúza. Plankton je základ potravního řetězce, stává se potravou mnoha druhů vodních živočichů, například ryb či velryb. Plankton je velmi odolný vzhledem k dostupnosti živin. Pojem „plankton“ zavedl do mořské biologie v roce 1887 Victor Hensen.

## Rozdělení planktonu

### Podle druhového složení
- Podle složení se rozlišuje:
  - Fytoplankton – plankton rostlinný (jednobuněčné a málobuněčné řasy a sinice)
  - Zooplankton – plankton živočišný (drobní živočichové a některá vývojová stadia větších živočichů)
  - Bakterioplankton – plankton bakteriální

### Podle biotopu

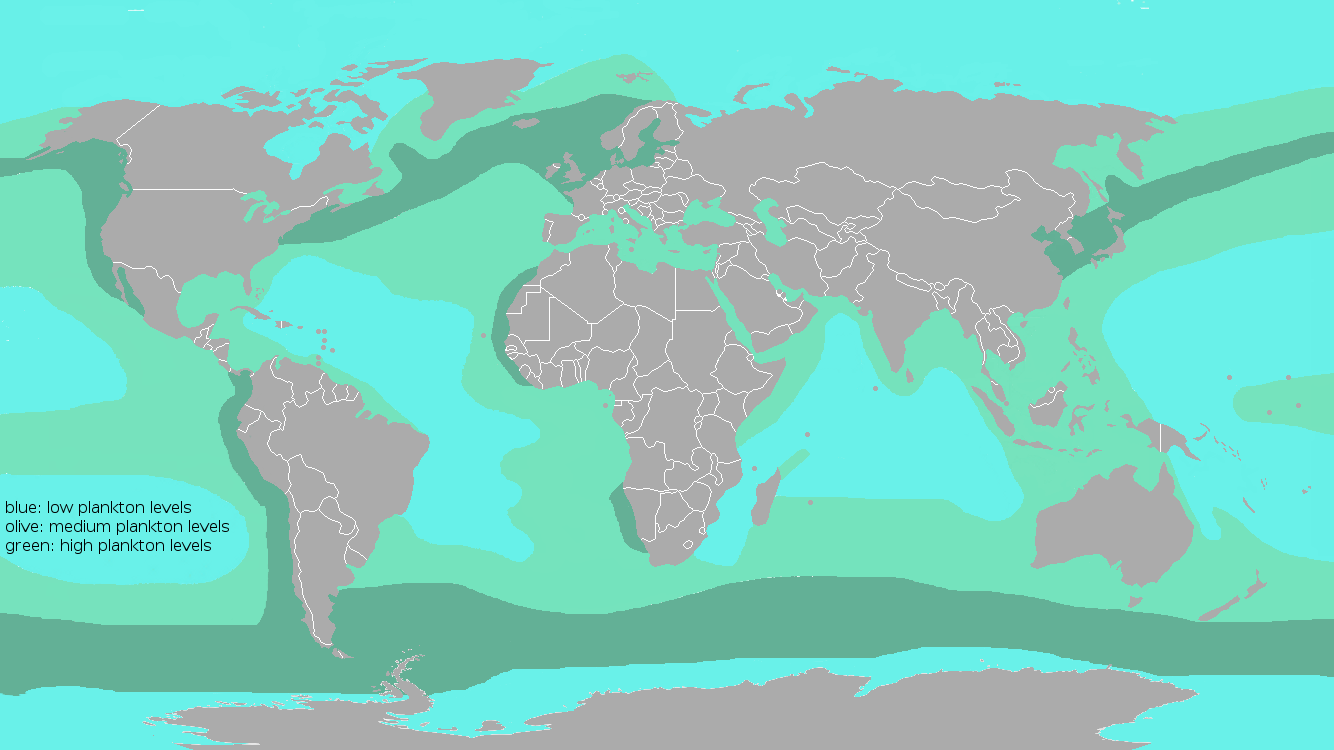
Rozdělení planktonu v mořích.

Podle biotopu, ve kterém se vyskytuje, se plankton rozlišuje:
- Hydroplankton (vodní plankton) je tvořen organismy, které svým aktivním pohybem nejsou schopny vzdorovat proudění vody
- Aeroplankton (vzdušný plankton) – soubor drobných živočichů unášený vzdušnými proudy do značných výšek (až několik tisíc metrů)
- Kryoplankton (v ledu a sněhu)

### Podle velikosti
| Název skupiny | Velikost        | Velikost                    | Příklady skupin          |
| Název skupiny | v metrech       | v milimetrech/ mikrometrech | Příklady skupin          |
| Megaplankton  | > 2×10−2 m      | 20 mm a více                | živočichové              |
| Makroplankton | 2×10−3→2×10−2 m | 2–20 mm                     | drobní živočichové       |
| Mezoplankton  | 2×10−4→2×10−3 m | 0,2–2 mm                    | drobní živočichové       |
| Mikroplankton | 2×10−5→2×10−4 m | 20–200 µm                   | řasy, drobní korýši      |
| Nanoplankton  | 2×10−6→2×10−5 m | 2–20 µm                     | drobní prvoci a řasy     |
| Pikoplankton  | 2×10−7→2×10−6 m | 0,2–2 µm                    | bakterie a drobní prvoci |
| Femtoplankton | < 2×10−7 m      | 0,2 µm a méně               | viry                     |

Nanoplankton hraje v produkci důležitou roli jako mikroplankton.

## Fytoplankton
Fytoplankton zahrnuje drobné řasy, sinice a některé prvoky. Vyskytuje se ve slaných i sladkých vodách. Mezi mořským a sladkovodním fytoplanktonem je velký rozdíl: v moři chybí jednobuněčné zelené řasy, místo nich zde najdeme řasy hnědé nebo žlutohnědé; zelené řasy najdeme jen při okrajích moře.
Tyto řasy lze rozdělit na dvě velké skupiny: rozsivky (křemičité řasy) a obrněnky. V mořské vodě se nachází asi 10 000 různých rozsivek. Dosahují vzplývavosti tím, že vylučují drobné kapičky oleje. Mají i jemné výrůstky, které mění poměr mezi povrchem těla a objemem buňky. Tvary schránek zůstanou i po odumření buňky. Schránky pak padají na dno, kde vytvářejí vrstvy silikátového materiálu (křemičitá půda, diatomid).
Obrněnky jsou řasy, které mají schránku tvořenou celulózovými destičkami. Některé z nich v moři světélkují.

## Zooplankton
Zooplankton tvoří planktonní jednobuněční živočichové, láčkovci (žahavci a žebernatky), korýši, pláštěnci, červi, měkkýši (mlži, plži, hlavonožci) a larvy některých jiných živočichů. Podle složení se do něj může zahrnovat i pleuston (společenství organizmů žijících na vodní hladině).
Zooplankton se může dále rozdělovat na:
- holoplankton: organismy, které se po celý život pohybují pouze pomocí mořských proudů
- meroplankton: larvy nebo jiná rozmnožovací stadia živočichů, která jsou složkou příbřežního planktonu